# جيمس إتش موري
جيمس إتش موري هو أكاديمي أمريكي. وهو بروفيسور في جامعة إيموري ويعطي دورات في اللغة الإنجليزية القديمة والمتوسطة، بما في ذلك تشوسر.
موري خريج من كلية هاميلتون (ا. ب. ١٩٨٣) وهو حاصل على شهادة الماجستير (١٩٨٧) والدكتوراة (١٩٩٠) من  جامعة كورنيل وتلقى منحة فولبرايت إلى أيسلندا (١٩٧٨-٨٨).
كتاب وآية موري يعتبر العمل القياسي على إعادة صياغة الكتاب المقدس الإنجليزية.  فيه، يجادل موري أنَّ مواد الكتاب المقدس كانت متوفرة على نطاق واسع في الإنجليزي من القرن الثاني عشر فصاعداً. وانَّ اعتراض الكنيسة لم يكن للترجمة في حد ذاتها ولكن لتشجيع لولارد للتفسير الشفوي للكتاب المقدس.

## الكتب
- المحرر، اختصار جيروم للمزامير، الإنجليزية الوسطى والإصدارات اللاتينية،2019، مطبعة جامعة أمستردام.
- كتاب وآية: دليل للأدب الإنجليزي الأوسط للكتاب المقدس،2000، مطبعة جامعة إلينوي.
- كبرياء الضمير،2012، كالامازو: منشورات معهد القرون الوسطى.

## المنشورات
- «The Wycliffites: مضيفون أو ضيوف، أول مكتشفين أو متابعين؟» في الكتاب المقدس The Wycliffite: الأصل والتاريخ والتفسير، أد. إليزابيث سولوبوفا (بريل، ٢٠١٦) ٨٥-١٠٤.
- الأدب التعليمي الإنجليزي المتوسط في قراءات في نصوص العصور الوسطى، أد. ديفيد ف. جونسون وإيلين م.تريهارن (أكسفورد: جامعة أكسفورد. مطبعة ٢٠٠٥). ١٨٣-٩٧.
- «المحاريث والقوانين والملاذ في إنجلترا في العصور الوسطى وفي ويكفيلد ماكتاشيو أبيل،» دراسات في الفقه ٩٥ (١٩٩٨): ٤١-٥٥.
- "الثقافة" في حكاية ميلر: أليسون مثل إيزولت "، مراجعة تشوسر ٢٩ (١٩٩٥): ٣٧٣-٨١.
- «خطبة لاتيمر على المحراث وموسيقى سبينسر»  الملاحظات والاستفسارات نس ٤٢ (١٩٩٥): ٢٨٦-٨٨.
- بيتر كوميستور، إعادة صياغة الكتاب المقدس، والكتاب المقدس الشائع في العصور الوسطى.